# Acontia meridionalis
Acontia meridionalis là một loài bướm đêm trong họ Noctuidae.